# Panorama. La novela gráfica española hoy
Panorama. La novela gráfica española hoy es una antología de cómic contemporáneo español, coordinada por Santiago García y publicada por la editorial Astiberri en 2013.

## Características
Según declaraciones del propio García, Panorama se inspira en la colección estadounidense "Best American Comics", pero con una mayoría de historietas inéditas.
Su finalidad es divulgar el cómic más novedoso entre el público no especializado, pero excluyendo el producido para mercados extranjeros, como el franco-belga y el estadounidense, y para semanarios humorísticos, como El Jueves. Por ello, el libro incluye también pequeñas biografías de los 30 autores representados y 72 reseñas escritas por Alberto García Marcos y Gerardo Vilches de otras historietas recientes.